# Anna Eilert
Anna Eilert, född 1956, är en svensk keramiker.
Anna Eilert har arbetat med rakukeramik i tidigare geometriska, senare mer organiska former. Han har även använt keramik till väggreliefer och skulpturer och föra att illustrera dikter av Gunnar Ekelöf och Erik Johan Stagnelius. Hon har även gjort offentliga utsmyckningar varibland märks entréer i Jarlaberg, en väggrelief i Jenny Nyströmsskolan och en annan i foajén till Västerås konserthus samt utfört dekorationer i betong och mosaik för en rastplats vid E 18 utanför Köping. Anna Eilert har varit lärare vid Västerås konstskola.
Eilert är representerad vid bland annat Örebro läns landsting.